# Сирийская социальная националистическая партия
Сирийская социальная националистическая партия (араб. الحزب السوري القومي الاجتماعي‎: Al-Ḥizb Al-Sūrī Al-Qawmī Al-'Ijtimā'ī) — ультраправая, националистическая и ирредентистская политическая партия в Сирии и Ливане.
Выступает за создание национального государства, которое охватывает сегодняшнюю Сирию, Ливан, турецкую провинцию Хатай, Израиль, Палестину, Синайский полуостров, Кипр, Иорданию, Ирак и Кувейт.

## История

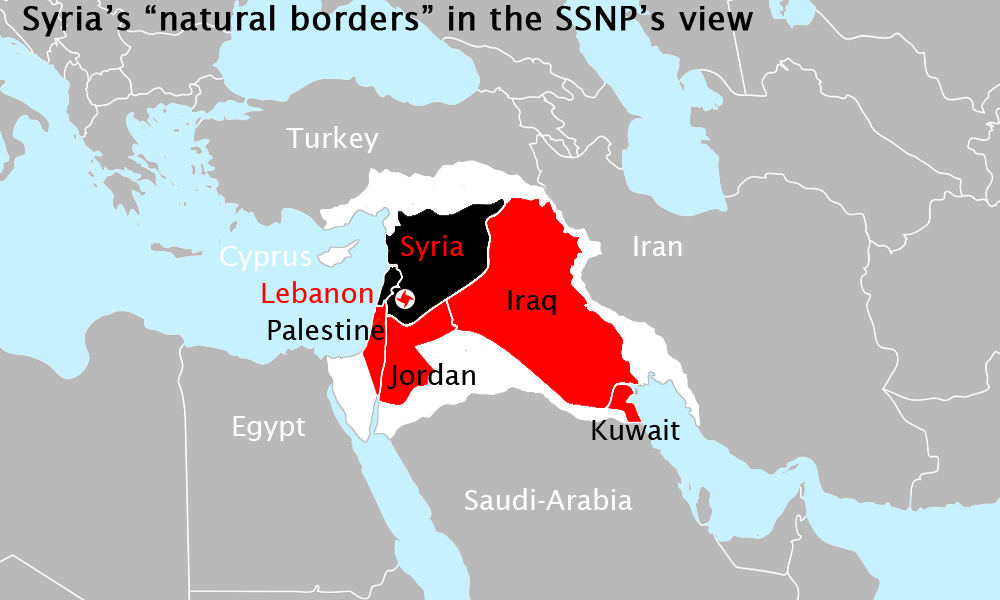
Территория Великой Сирии (согласно уставу партии) показана белым цветом. Чёрным закрашены Сирия и Ливан, красным — Палестина (существование Израиля не признаётся), Иордания, Ирак и Кувейт.

Партия была образована в 1932 г. в Бейруте православным арабом Антуном Саадой и сыграла в ливанской политике значительную роль. Она была причастна к попыткам переворота 1949 и 1961 года. Во время внутриливанского конфликта 1958 года боевики партии, тогда еще запрещенной, выступили на стороне легитимного президента Камиля Шамуна, за что впоследствии партия была легализована, однако после попытки государственного переворота в 1961 году партия вновь ушла в подполье. На протяжении 1960-х годов в идеологии партии возобладали левые тенденции и проарабская ориентация. Главной опорой партии является православная община Ливана, хотя в её рядах можно встретить членов и других религиозных общин, в частности, шиитов и друзов. Оплотами партии являются североливанский район Кура и город Дхур-Шуэйр в Горном Ливане, половину населения которого составляют православные.
По одной из версий, именно боевики ССНП, выдавшие себя за палестинцев, спровоцировали 13 апреля 1975 года Автобусную резню, положившую начало гражданской войне в Ливане.
С началом в 1975 году гражданской войны в Ливане ССНП встала на сторону блока левых сил, палестинцев и мусульманских партий и милиций - т. н. Национально-патриотических сил (НПС), имевших целью свержение правительства и президента. В отрядах ССНП насчитывалось около 3 000 боевиков, кроме того с марта 1985 партия использовала боевиков-смертников для террористических актов против израильских войск на юге Ливана. Во главе партии долгое время стояли греко-католик Инам Раад и мусульманин-шиит Али Кансо. Боевиком ССНП Хабибом Шартуни в 1982 году был убит новоизбранный президент Ливана Башир Жмайель. Партия была активной частью сопротивления против израильской оккупации с времён Ливанской войны 1982 года. Тем не менее внутри партии наблюдались расколы и размежевания, что привело к ослаблению её единства. К концу 80-х годов в партии имелись четыре фракции, расходившиеся во взглядах на её идеологию. Во главе двух наиболее крупных стояли суннит Иссам Мохейри и маронит Джубран Джурейдж.
В настоящее время она входит в просирийский блок, к которому также относятся движение Амаль и Хизбалла, но имеет среди населения только малую поддержку.
16 марта 1977 года боевиками одной из фракций ССНП  был убит бывший лидер НПС Камаль Джумблат, в бытность свою министром внутренних дел легализовавший ССНП незадолго до начала гражданской войны.
В Сирии партия в начале 1950-х годов была политической силой, но была подавлена до 1955 и только в 2005 легализована в связи с вступлением в Национальный прогрессивный фронт, который возглавляет Баас. Теперь она с 90 000 членов вторая (после Баас) по численности партия страны. С 2007 года она занимает 2 из 250 мест в сирийском парламенте. Боевики ССНП принимали активное участие в гражданской войне в Сирии на стороне режима Башара Асада. Их активность была сосредоточена в сельских районах  к северу от Латакии, в провинции Хомс, Хама и Дараа, окрестностях Дамаска и Суэйды.
Была запрещена в Сирии 29 января 2025 года. Продолжает действовать за пределами Сирии, преимущественно в Ливане.